# Adolf Widmann
Christian Adolf Friedrich Widmann, Pseudonym Cantor Petermann (geboren am 7. Mai 1818 in Maichingen, heute Stadtteil von Sindelfingen; gestorben am 26. Mai 1878 in Berlin), war ein deutscher Schriftsteller und politischer Publizist.

## Biografie

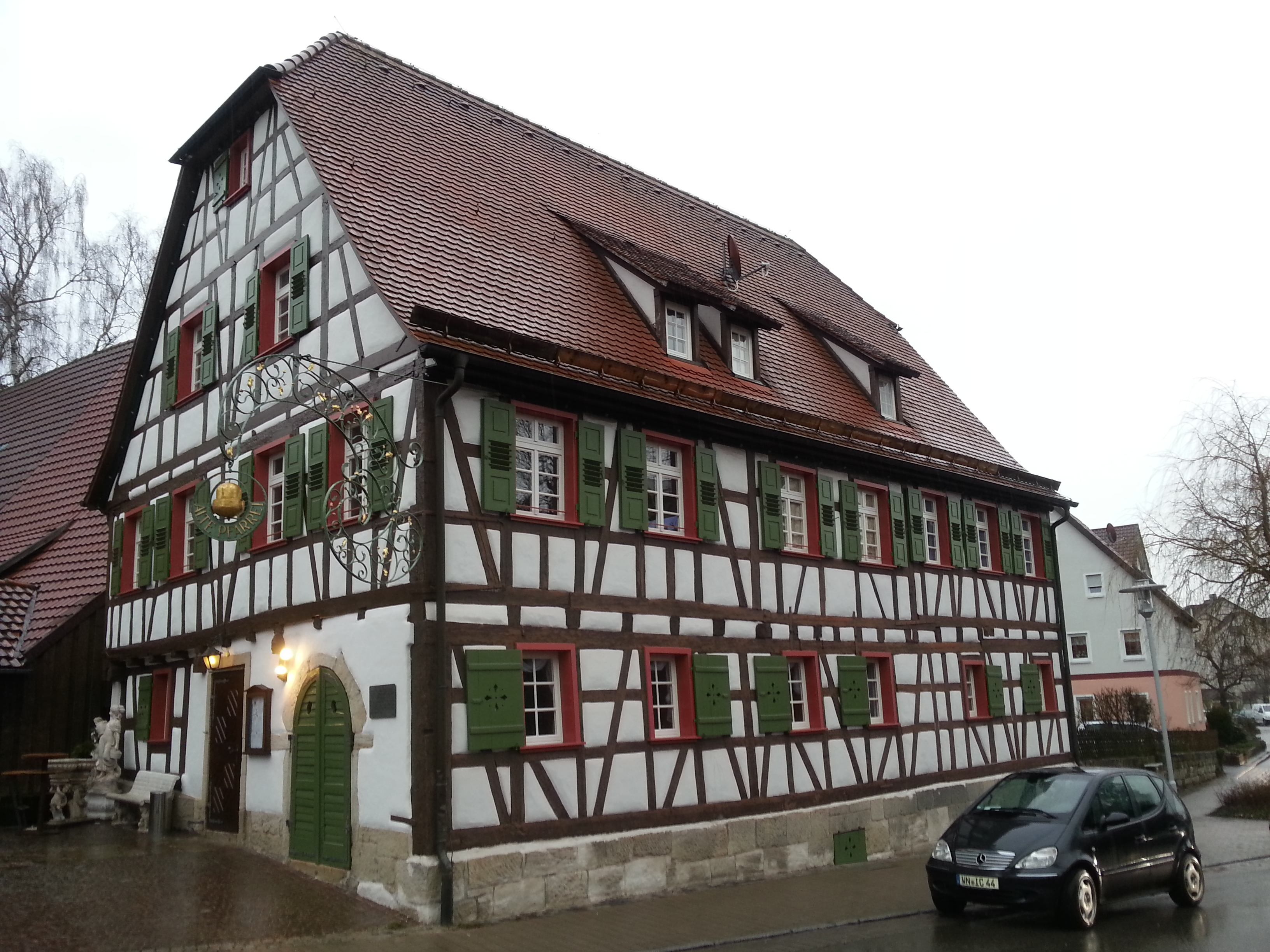
Alte Pfarrei in Maichingen, Geburtshaus von Adolf Widmann

Widmann kam als Sohn eines Pfarrers in Maichingen zur Welt. Der Vater verstarb etwa ein Jahr nach der Geburt. Seine Mutter Karoline, geb. Klaus, zog mit dem Kind daraufhin nach Leonberg und später nach Stuttgart. 1837  begann Widmann ein Studium der Staatswissenschaften, zunächst an der Universität Tübingen, später in Berlin und in Heidelberg, wo er 1841 zum Dr. jur. promoviert wurde. Anschließend lebte er in Zürich, strebte eine Habilitation an und verbrachte Zeit mit Friedrich Rohmer, mit dem er sich auch an der Herausgabe des Beobachter aus der östlichen Schweiz, der Parteizeitung der Katholisch-Konservativen Partei, beteiligte. Gemeinsam mit Rohmer verließ er 1842 die Schweiz und ging nach Stuttgart, zerstritt sich aber kurz darauf mit dem Philosophen.
Widmann zog nach Freiburg im Breisgau und veröffentlichte 1843 das Buch Das Volk und die Parteien. Der preußische Innenminister Adolf Heinrich von Arnim-Boitzenburg wurde auf die Abhandlung aufmerksam und berief ihn in das Preußische Staatsministerium. Widmann verfasste während seiner Zeit in Berlin zahlreiche Presseartikel und politische Schriften, in denen er sich gegen den Radikalismus und für die Monarchie aussprach. Zudem schrieb er zwei Romane, mehrere Dramen sowie weitere fiktionale Werke. 1844 schloss er sich der Freimaurerei an. Nachdem als Folge der 48er-Revolution die Einführung einer preußischen Verfassung beschlossen worden war, gab der Verfassungsgegner Widmann seinen Posten im Innenministerium 1848 auf und verließ Berlin.
Widmann ließ sich in Jena nieder, wo er als Schriftsteller tätig war und Vorträge zur Geschichte der sozialen Bewegung sowie über die Staatswissenschaften hielt. 1860 verstarb seine Frau, eine Nichte August Neanders. Daraufhin bereiste Widmann Spanien, Italien und Nordafrika. Nachdem er 1865 wieder nach Berlin gezogen war, heiratete er erneut. Widmann beschäftigte sich nun hauptsächlich mit der Freimaurerei. Er engagierte sich als Mitglied der St. Johannisloge zur Beständigkeit, in der er ab 1866 die Meisterwürden innehatte. Zudem gab er die Zirkelcorrespondenz unter den St. Joh. Logenmeistern der Großen Landesloge der Freimaurer von Deutschland heraus. Widmann verstarb 1878 an einem Hirnschlag.

## Bibliografie

### Fiktion (Auswahl)
- Der Tannhäuser. Duncker, Berlin 1850
- Der Bruder aus Ungarn, Berlin 1852
- Am warmen Ofen. Duncker, Berlin 1853
- Für stille Abende, Berlin 1854
- Dramatische Werke. Voigt und Günter, Leipzig 1858
- Die katholische Mühle. In: Deutscher Novellenschatz. Hrsg. von Paul Heyse und Hermann Kurz. Bd. 3. 2. Aufl. Berlin, [1910], S. 161–232. In: Weitin, Thomas (Hrsg.): Volldigitalisiertes Korpus. Der Deutsche Novellenschatz. Darmstadt/Konstanz, 2016 (Digitalisat und Volltext im Deutschen Textarchiv)

### Politische Schriften (Auswahl)
- Das Volk und die Parteien, Heidelberg 1843
- Was ist eigentlich Socialismus und Communismus und was bezweckt diese Partei?. B. F. Voigt, Weimar 1850
- Die Gesetze der sozialen Bewegung. Mauke, Jena 1851